# Olha a Hora
Olha a Hora (estilizado Olha a Hora!) foi um programa de televisão jornalístico brasileiro que foi produzido e exibido pela RedeTV! e apresentado por Luciano Faccioli entre 9 de maio e 2 de agosto de 2016.
Após uma reformulação na grade da emissora e com o fim dado no programa Você na TV, já que o apresentador João Kléber terá um programa de auditório aos domingos á noite na emissora, foi criado o telejornal chamado "Olha a Hora" que é um bordão utilizado pelo apresentador Luciano Faccioli. O jornalístico faz dobradinha na programação ao lado do RedeTV! News.

## Exibição
Olha a Hora estreou em 9 de maio de 2016, uma semana depois do previsto inicialmente, entrando no horário que era ocupado pelo Você na TV na faixa das 5 da tarde, com exibição de segunda a sexta-feira. No entanto, o programa perdeu 1 hora de sua duração no dia 1º de junho, sem aviso prévio, passando a ser exibido às 18h. O espaço havia sido locado pela Igreja Universal do Reino de Deus.
No dia em que iniciou em novo horário e ao explicar a mudança, Luciano Faccioli fez comentários irônicos: "Tivemos o horário de programa religioso, ou seja, como diria o filósofo e eterno poeta Jorge Ben 'Abençoai-vos Deus e bonitos por natureza'. Surpresos? Nós também, mas segue o barco." Segundo o Notícias da TV, a informação do encurtamento do jornalístico foi anunciado de última hora para a produção, que reeditou todo o programa. No dia seguinte, Faccioli foi suspenso pela RedeTV! e substituído por Fábio Barretto, que apresenta o RJ Notícias na sucursal da emissora no Rio de Janeiro. Na segunda-feira seguinte, Faccioli retornou ao comando do programa.
Com a audiência em queda e, consequentemente, entregando com baixos índices para o programa seguinte, Olha a Hora teve sua última exibição em 2 de agosto de 2016. No dia seguinte, o programa foi retirado do ar e Faccioli foi demitido do canal. O horário foi ocupado provisoriamente por um programa especial sobre os Jogos Olímpicos de Verão de 2016, apresentado por Gabriela Pasqualin e Luiz Ceará, nomeado RedeTV! no Rio. O jornalístico foi substituído oficialmente por uma revista eletrônica intitulada Sem Rodeios, que teve sua estreia exibida em 8 de agosto.

## Audiência
A audiência na estreia foi de 1,3 pontos na Grande São Paulo, mantendo o mesmo índice do Você na TV. Com a estreia do novo horário, o programa registrou apenas 0,5 pontos. Consequentemente, passou a marcar menos audiência que o programa da Igreja Universal, que o antecedia. O último programa transmitido consolidou 0,4 pontos no Ibope.